# چندتبار

جانوران خونگرم یک چندتباری است.

چندتبار (به انگلیسی: Polyphyly) یا چندتباری (به انگلیسی: Polyphyletic)، به گروهی گفته می‌شود که اعضای آن دارای نیای مشترک بلافصل نیستند. امروزه از کاربرد چنین گروه‌هایی به شدت پرهیز می‌شود و اصولاً به رسمیت شناخته نمی‌شوند.
چندتباری مجموعه‌ای از گونه‌ها است که از بیش از یک گونهٔ اجدادی حاصل شده باشند به نوعی که جدیدترین حد مشترک آنها جزء این گروه قرار نگیرد. مثلاً اگر پستانداران و پرندگان را با هم در یک گروه ساختگی قرار دهیم، این گروه پلی فیلتیک است زیرا هر گاه جد مشترک دو گروه مذکور در نظر آوریم خواهیم دید که نه این جد مشترک و نه بسیاری از اخلاف آن جزئی این گروه نیستند. این چنین گروهی غیرقابل استناد و مردود است.
یک مثال، در نظر گرفتن گروهی به نام جانوران خونگرم است که شامل تنها پستانداران و پرندگان می‌شود (قرمز / نارنجی در شکل) به این دسته، چندتباری (polyphyletic) گفته می‌شود زیرا اعضای آن اخیراً نیای مشترک نداشته‌اند.
در درخت تبارزایی نخستی‌سانان، یک گروه فراگیر (میمونان، به رنگ زرد) مشاهده می‌شود. همچنین یک گروه نافراگیر (پیش‌میمونان، به رنگ آبی و شامل منطقه قرمز)، و یک چندتباری (چشم‌گرد و شبگردان هندی، به رنگ قرمز) نیز مشاهده می‌شود.

## جستارهای وابسته

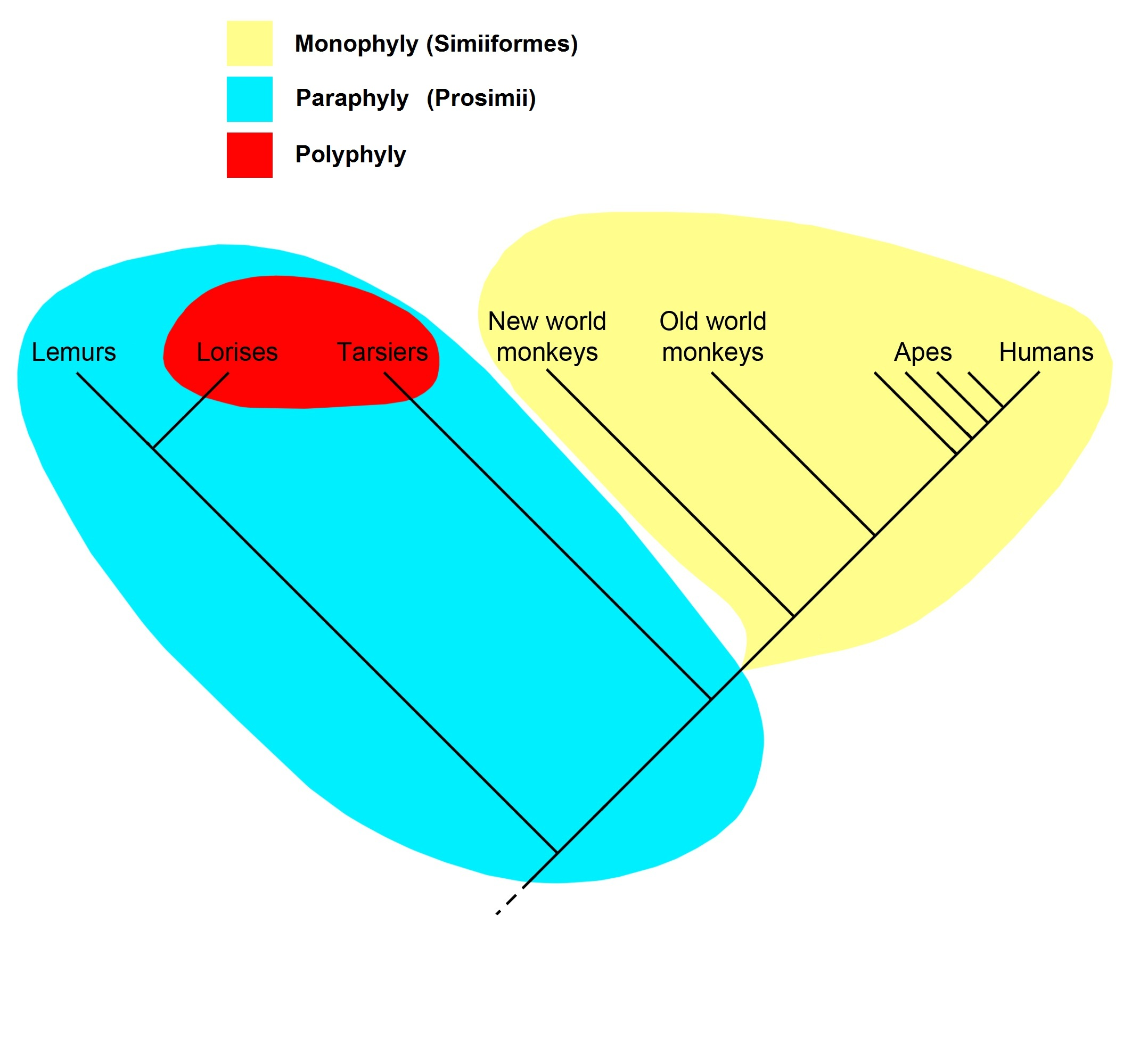
درخت تبارزایی نخستی‌سانان، نمایشگر یک گروه فراگیر (میمونان، به رنگ زرد)، یک گروه نافراگیر (پیش‌میمونان، به رنگ آبی و شامل منطقه قرمز)، و یک چندتباری (night-active primates، چشم‌گرد و شبگردان هندی، به رنگ قرمز) است.